# Festival Internacional de Cine de San Sebastián 1958
La 6.ª edición del Festival Internacional de Cine de San Sebastián tuvo lugar entre el 19 y el 29 de julio de 1958. La inauguración se celebró en el Victoria Eugenia Antzokia y estuvieron presentes Kirk Douglas, Isa Miranda, Lilian de Celis, José Suárez, María Mahor y Carmen de Lirio, y después se proyectó la película Los vikingos, protagonizada y producida por Kirk Douglas. El día 20 llegó al aeropuerto de Fuenterrabía Carmen Sevilla, Paquita Rico y Bobby Deglané, y se exhibió Ni liv de Arne Skouen y Demasiado jóvenes de Leopoldo Torres Ríos, en presencia de una delegación argentina presidida por Luis César Amadori. El festival se clausuró finalmente el 29 de julio con la concesión de la Concha de Oro a Ewa chce spać (Eva quiere dormir), de Tadeusz Chmielewski, decisión cuestionada por la crítica, y en medio de críticas de la baja calidad de las películas exhibidas.

## Jurado oficial
- Luis García Berlanga[5]
- Charles Delac
- Anthony Mann
- Ana Mariscal
- Fritz Podehl
- Vittorio Sala

## Películas

### Programa Oficial
Las 18 películas siguientes fueron presentadas en el programa oficial:
| Título en España                  | Título original                     | Director(es)            | País           |
| --------------------------------- | ----------------------------------- | ----------------------- | -------------- |
| Culpables                         | Culpables                           | Arturo Ruiz Castillo    | España         |
| Demasiado jóvenes                 | Demasiado jóvenes                   | Leopoldo Torres Ríos    | Argentina      |
| Los diablos verdes de Montecasino | Die grünen Teufel von Monte Cassino | Harald Reinl            | RFA            |
| El caso de una adolescente        | El caso de una adolescente          | Emilio Gómez Muriel     | México         |
| El hereje                         | El hereje                           | Francisco de Borja Moro | España         |
| Eva quiere dormir                 | Ewa chce spac                       | Tadeusz Chmielewski     | Polonia        |
| Vuur, liefde en vitaminen         | Vuur, liefde en vitaminen           | Jef Bruyninckx          | Bélgica        |
| Haza howa el hob                  | Haza howa el hob                    | Salah Abouseif          | Egipto         |
| Rufufú                            | I soliti ignoti                     | Mario Monicelli         | Italia         |
| La Vie à deux                     | La Vie à deux                       | Clément Duhour          | Francia        |
| El milagro de sal                 | El milagro de sal                   | Luis Moya Sarmiento     | Colombia       |
| El hombre del carrito             | Muhomatsu no issho                  | Hiroshi Inagaki         | Japón          |
| Nacida en marzo                   | Nata di marzo                       | Antonio Pietrangeli     | Italia         |
| Tatiana, ojos negros              | Petersburger Nächte                 | Paul Martin             | RFA            |
| Una rubia peligrosa               | Sois belle et tais-toi              | Marc Allégret           | Francia        |
| Los vikingos                      | The Vikings                         | Richard Fleischer       | EE. UU.        |
| Vértigo                           | Vertigo                             | Alfred Hitchcock        | EE. UU.        |
| Barrio peligroso                  | Violent Playground                  | Basil Dearden           | Reino Unido    |
| Una invención diabólica           | Vynález zkázy                       | Karel Zeman             | Checoslovaquia |

### Fuera de concurso
| Título en España                | Título original                  | Director(es)    | País        |
| ------------------------------- | -------------------------------- | --------------- | ----------- |
| Tiempo de amar, tiempo de morir | A Time to Love and a Time to Die | Douglas Sirk    | EE. UU.     |
| Nueve vidas                     | Ni liv                           | Arne Skouen     | Noruega     |
| Orden de ejecución              | Orders to Kill                   | Anthony Asquith | Reino Unido |
| I limni ton pothon              | I limni ton pothon               | Giorgos Zervos  | Grecia      |

## Palmarés
Ganadores de la Sección oficial del 6.º Festival Internacional de Cine de San Sebastián de 1958:
- Concha de Oro: Eva quiere dormir de Tadeusz Chmielewski
- Concha de Oro al cortometraje: Der Nackte Morgen de Peter Pewas
- Mención especial (cortometraje): 
  - Cuenca, de Carlos Saura
  - Gentleman cambrioleur, de Louis Cuny
- Concha de Plata a la mejor dirección: 
  - Rufufú de Mario Monicelli
  - Vertigo de Alfred Hitchcock
- Premio Zulueta de interpretación femenina: Jacqueline Sassard por Nacida en marzo
- Premio Zulueta de interpretación masculina: 
  - Kirk Douglas, por Los vikingos
  - James Stewart, por Vertigo
- Premio Perla del Cantábrico al mejor largometraje de habla hispana: Desierto. Mención para Demasiado jóvenes de Leopoldo Torres Ríos